# Strumigenys biroi
Strumigenys biroi är en myrart som beskrevs av Carlo Emery 1897. Strumigenys biroi ingår i släktet Strumigenys och familjen myror. Inga underarter finns listade i Catalogue of Life.